# Sporting Clube de Portugal (hockey su pista) nelle competizioni internazionali
Di seguito sono elencate le partite della sezione di hockey su pista dello Sporting Clube de Portugal nelle competizioni internazionali.

## Statistiche
| Competizione                                 | PAR | G   | V  | N  | P  | F   | S   |
| -------------------------------------------- | --- | --- | -- | -- | -- | --- | --- |
| Coppa dei Campioni/Champions League/Eurolega | 11  | 67  | 44 | 7  | 16 | 368 | 201 |
| Coppa delle Coppe                            | 7   | 34  | 23 | 2  | 9  | 236 | 146 |
| Supercoppa d'Europa/Coppa Continentale       | 6   | 11  | 4  | 0  | 7  | 27  | 56  |
| Coppa CERS/WSE                               | 5   | 29  | 20 | 2  | 7  | 234 | 100 |
| Coppa Intercontinentale                      | 1   | 2   | 1  | 0  | 1  | 9   | 11  |
| Totale                                       | 30  | 143 | 92 | 11 | 40 | 874 | 514 |

Legenda:
- PAR = partecipazioni alla competizione
- G = partite giocate
- V = vittorie
- N = pareggi
- P = sconfitte
- F = Goal segnati
- S = Goal subiti

## Coppa dei Campioni/Champions League/Eurolega
1975-1976
| Turno            | Partita                 | Risultato |
| ---------------- | ----------------------- | --------- |
| Primo turno      | Montreux - Sporting CP  | 7 - 21    |
| Primo turno      | Sporting CP - Montreux  | 22 - 2    |
| Quarti di finale | Lichtstad - Sporting CP | 2 - 5     |
| Quarti di finale | Sporting CP - Lichtstad | 9 - 1     |
| Semifinali       | Sporting CP - Voltregà  | 5 - 3     |
| Semifinali       | Voltregà - Sporting CP  | 9 - 6     |

1976-1977
| Turno            | Partita                | Risultato |
| ---------------- | ---------------------- | --------- |
| Quarti di finale | Sporting CP - Montreux | 18 - 1    |
| Quarti di finale | Montreux - Sporting CP | 3 - 11    |
| Semifinali       | Voltregà - Sporting CP | 5 - 2     |
| Semifinali       | Sporting CP - Voltregà | 8 - 3     |
| Finale           | Sporting CP - Vilanova | 6 - 0     |
| Finale           | Vilanova - Sporting CP | 3 - 6     |

1977-1978
| Turno            | Partita                  | Risultato |
| ---------------- | ------------------------ | --------- |
| Quarti di finale | Sporting CP - Barcellona | 2 - 5     |
| Quarti di finale | Barcellona - Sporting CP | 5 - 2     |

1982-1983
| Turno            | Partita                  | Risultato |
| ---------------- | ------------------------ | --------- |
| Primo turno      | Montreux - Sporting CP   | 2 - 8     |
| Primo turno      | Sporting CP - Montreux   | 20 - 8    |
| Quarti di finale | Reggiana - Sporting CP   | 2 - 5     |
| Quarti di finale | Sporting CP - Reggiana   | 3 - 2     |
| Semifinali       | Sporting CP - Barcellona | 1 - 0     |
| Semifinali       | Barcellona - Sporting CP | 14 - 6    |

1988-1989
| Turno            | Partita                 | Risultato |
| ---------------- | ----------------------- | --------- |
| Quarti di finale | Sporting CP - Kurink    | 12 - 2    |
| Quarti di finale | Kurink - Sporting CP    | 3 - 9     |
| Semifinali       | Sporting CP - Darmstadt | 8 - 1     |
| Semifinali       | Darmstadt - Sporting CP | 3 - 6     |
| Finale           | Sporting CP - Noia      | 4 - 7     |
| Finale           | Noia - Sporting CP      | 3 - 1     |

2016-2017
| Turno         | Partita                       | Risultato |
| ------------- | ----------------------------- | --------- |
| Fase a gironi | Sporting CP - Quévert         | 5 - 1     |
| Fase a gironi | Reus Deportiu - Sporting CP   | 3 - 2     |
| Fase a gironi | Sporting CP - Forte dei Marmi | 5 - 7     |
| Fase a gironi | Forte dei Marmi - Sporting CP | 3 - 2     |
| Fase a gironi | Quévert - Sporting CP         | 2 - 4     |
| Fase a gironi | Sporting CP - Reus Deportiu   | 6 - 3     |

2017-2018
| Turno            | Partita                       | Risultato |
| ---------------- | ----------------------------- | --------- |
| Fase a gironi    | Sporting CP - Quévert         | 6 - 1     |
| Fase a gironi    | Liceo La Coruña - Sporting CP | 1 - 1     |
| Fase a gironi    | Sporting CP - Amatori Lodi    | 7 - 1     |
| Fase a gironi    | Amatori Lodi - Sporting CP    | 7 - 4     |
| Fase a gironi    | Quévert - Sporting CP         | 0 - 1     |
| Fase a gironi    | Sporting CP - Liceo La Coruña | 5 - 3     |
| Quarti di finale | Oliveirense - Sporting CP     | 2 - 3     |
| Quarti di finale | Sporting CP - Oliveirense     | 3 - 2     |
| Semifinali       | Porto - Sporting CP           | 5 - 2     |

2018-2019
| Turno            | Partita                          | Risultato |
| ---------------- | -------------------------------- | --------- |
| Fase a gironi    | Sporting CP - Forte dei Marmi    | 2 - 1     |
| Fase a gironi    | Germania Herringen - Sporting CP | 0 - 5     |
| Fase a gironi    | Liceo La Coruña - Sporting CP    | 1 - 4     |
| Fase a gironi    | Sporting CP - Liceo La Coruña    | 6 - 4     |
| Fase a gironi    | Forte dei Marmi - Sporting CP    | 0 - 0     |
| Fase a gironi    | Sporting CP - Germania Herringen | 10 - 2    |
| Quarti di finale | Amatori Lodi - Sporting CP       | 3 - 5     |
| Quarti di finale | Sporting CP - Amatori Lodi       | 8 - 2     |
| Semifinali       | Benfica - Sporting CP            | 4 - 5     |
| Finale           | Porto - Sporting CP              | 2 - 5     |

2019-2020
| Turno         | Partita                     | Risultato |
| ------------- | --------------------------- | --------- |
| Fase a gironi | Sporting CP - Amatori Lodi  | 4 - 2     |
| Fase a gironi | Quévert - Sporting CP       | 1 - 2     |
| Fase a gironi | Reus Deportiu - Sporting CP | 3 - 3     |
| Fase a gironi | Sporting CP - Reus Deportiu | 2 - 3     |
| Fase a gironi | Amatori Lodi - Sporting CP  | 5 - 1     |

2020-2021
| Turno         | Partita                     | Risultato           |
| ------------- | --------------------------- | ------------------- |
| Fase a gironi | Sporting CP - Reus Deportiu | 5 - 3               |
| Fase a gironi | Oliveirense - Sporting CP   | 6 - 6               |
| Semifinali    | Benfica - Sporting CP       | 5 - 5 (1-2 ai rig.) |
| Finale        | Porto - Sporting CP         | 3 - 4               |

2022-2023
| Turno            | Partita                       | Risultato |
| ---------------- | ----------------------------- | --------- |
| Fase a gironi    | Sporting CP - Barcelos        | 3 - 1     |
| Fase a gironi    | SCRA Saint-Omer - Sporting CP | 3 - 7     |
| Fase a gironi    | Sporting CP - Reus Deportiu   | 5 - 7     |
| Fase a gironi    | Reus Deportiu - Sporting CP   | 2 - 2     |
| Fase a gironi    | Sporting CP - SCRA Saint-Omer | 6 - 1     |
| Fase a gironi    | Barcelos - Sporting CP        | 2 - 2     |
| Quarti di finale | Sporting CP - Valongo         | 2 - 3     |

## Coppa delle Coppe
1980-1981
| Turno            | Partita                 | Risultato           |
| ---------------- | ----------------------- | ------------------- |
| Quarti di finale | Sporting CP - Tourcoing | 26 - 1              |
| Quarti di finale | Tourcoing - Sporting CP | 4 - 10              |
| Semifinali       | Sporting CP - Herten    | 5 - 3               |
| Semifinali       | Herten - Sporting CP    | 1 - 6               |
| Finale           | Cibeles - Sporting CP   | 4 - 1               |
| Finale           | Sporting CP - Cibeles   | 5 - 2 (2-0 ai rig.) |

1981-1982
| Turno            | Partita                | Risultato |
| ---------------- | ---------------------- | --------- |
| Quarti di finale | Bassano - Sporting CP  | 3 - 4     |
| Quarti di finale | Sporting CP - Bassano  | 13 - 6    |
| Semifinali       | Montreux - Sporting CP | 3 - 4     |
| Semifinali       | Sporting CP - Montreux | 9 - 2     |
| Finale           | Porto - Sporting CP    | 13 - 4    |
| Finale           | Sporting CP - Porto    | 8 - 7     |

1984-1985
| Turno            | Partita                       | Risultato |
| ---------------- | ----------------------------- | --------- |
| Quarti di finale | La Vendéenne - Sporting CP    | 6 - 21    |
| Quarti di finale | Sporting CP - La Vendéenne    | 19 - 3    |
| Semifinali       | Sporting CP - Liceo La Coruña | 8 - 5     |
| Semifinali       | Liceo La Coruña - Sporting CP | 4 - 3     |
| Finale           | Walsum - Sporting CP          | 1 - 1     |
| Finale           | Sporting CP - Walsum          | 8 - 4     |

1985-1986
| Turno            | Partita                   | Risultato |
| ---------------- | ------------------------- | --------- |
| Quarti di finale | Lichtstad - Sporting CP   | 8 - 7     |
| Quarti di finale | Sporting CP - Lichtstad   | 4 - 2     |
| Semifinali       | Noia - Sporting CP        | 3 - 4     |
| Semifinali       | Sporting CP - Noia        | 8 - 5     |
| Finale           | Sporting CP - Sanjoanense | 3 - 3     |
| Finale           | Sanjoanense - Sporting CP | 9 - 6     |

1990-1991
| Turno            | Partita                      | Risultato |
| ---------------- | ---------------------------- | --------- |
| Quarti di finale | Marathon - Sporting CP       | 4 - 6     |
| Quarti di finale | Sporting CP - Marathon       | 7 - 2     |
| Semifinali       | Sporting CP - Gazinet-Cestas | 6 - 4     |
| Semifinali       | Gazinet-Cestas - Sporting CP | 1 - 6     |
| Finale           | Novara - Sporting CP         | 6 - 7     |
| Finale           | Sporting CP - Novara         | 5 - 2     |

1991-1992
| Turno            | Partita                | Risultato |
| ---------------- | ---------------------- | --------- |
| Quarti di finale | Sporting CP - Voltregà | 6 - 4     |
| Quarti di finale | Voltregà - Sporting CP | 4 - 1     |

1994-1995
| Turno            | Partita                    | Risultato |
| ---------------- | -------------------------- | --------- |
| Quarti di finale | Sporting CP - Amatori Lodi | 6 - 8     |
| Quarti di finale | Amatori Lodi - Sporting CP | 8 - 1     |

## Supercoppa d'Europa/Coppa Continentale
1981-1982
| Turno  | Partita                  | Risultato |
| ------ | ------------------------ | --------- |
| Finale | Sporting CP - Barcellona | 2 - 6     |
| Finale | Barcellona - Sporting CP | 12 - 1    |

1985-1986
| Turno  | Partita                  | Risultato |
| ------ | ------------------------ | --------- |
| Finale | Barcellona - Sporting CP | 9 - 0     |
| Finale | Sporting CP - Barcellona | 3 - 5     |

1991-1992
| Turno  | Partita                | Risultato |
| ------ | ---------------------- | --------- |
| Finale | Barcelos - Sporting CP | 11 - 2    |
| Finale | Sporting CP - Barcelos | 3 - 5     |

2015-2016
| Turno  | Partita                  | Risultato |
| ------ | ------------------------ | --------- |
| Finale | Sporting CP - Barcellona | 2 - 0     |
| Finale | Barcellona - Sporting CP | 5 - 1     |

2019-2020
| Turno      | Partita               | Risultato |
| ---------- | --------------------- | --------- |
| Semifinali | Sarzana - Sporting CP | 0 - 7     |
| Finale     | Porto - Sporting CP   | 2 - 3     |

2021-2022
| Turno  | Partita              | Risultato |
| ------ | -------------------- | --------- |
| Finale | Lleida - Sporting CP | 1 - 3     |

## Coppa CERS/WSE
1983-1984
| Turno            | Partita                     | Risultato |
| ---------------- | --------------------------- | --------- |
| Primo turno      | Sporting CP - Noia          | 5 - 0     |
| Primo turno      | Noia - Sporting CP          | 1 - 4     |
| Quarti di finale | Sporting CP - Gujan-Mestras | 33 - 1    |
| Quarti di finale | Gujan-Mestras - Sporting CP | 4 - 23    |
| Semifinali       | Sporting CP - Voltregà      | 10 - 9    |
| Semifinali       | Voltregà - Sporting CP      | 3 - 6     |
| Finale           | Novara - Sporting CP        | 4 - 1     |
| Finale           | Sporting CP - Novara        | 11 - 3    |

1986-1987
| Turno            | Partita              | Risultato |
| ---------------- | -------------------- | --------- |
| Primo turno      | Walsum - Sporting CP | 3 - 3     |
| Primo turno      | Sporting CP - Walsum | 8 - 3     |
| Quarti di finale | Piera - Sporting CP  | 3 - 1     |
| Quarti di finale | Sporting CP - Piera  | 6 - 3     |
| Semifinali       | Sporting CP - Noia   | 4 - 6     |
| Semifinali       | Noia - Sporting CP   | 7 - 2     |

1987-1988
| Turno            | Partita                     | Risultato |
| ---------------- | --------------------------- | --------- |
| Ottavi di finale | CGC Viareggio - Sporting CP | 14 - 3    |
| Ottavi di finale | Sporting CP - CGC Viareggio | 6 - 4     |

2014-2015
| Turno            | Partita                     | Risultato |
| ---------------- | --------------------------- | --------- |
| Primo turno      | Calafell - Sporting CP      | 2 - 3     |
| Primo turno      | Sporting CP - Calafell      | 3 - 1     |
| Ottavi di finale | Basilea - Sporting CP       | 3 - 4     |
| Ottavi di finale | Sporting CP - Basilea       | 5 - 3     |
| Quarti di finale | Sporting CP - Oliveirense   | 2 - 3     |
| Quarti di finale | Oliveirense - Sporting CP   | 1 - 4     |
| Semifinali       | Igualada - Sporting CP      | 2 - 3     |
| Finale           | Reus Deportiu - Sporting CP | 3 - 4     |

2015-2016
| Turno            | Partita                  | Risultato           |
| ---------------- | ------------------------ | ------------------- |
| Ottavi di finale | Cronenberg - Sporting CP | 5 - 17              |
| Ottavi di finale | Sporting CP - Cronenberg | 19 - 3              |
| Quarti di finale | Sarzana - Sporting CP    | 2 - 8               |
| Quarti di finale | Sporting CP - Sarzana    | 10 - 3              |
| Semifinali       | Sporting CP - Vilafranca | 1 - 1 (1-2 ai rig.) |

## Coppa Intercontinentale
2021
| Turno  | Partita             | Risultato |
| ------ | ------------------- | --------- |
| Finale | Porto - Sporting CP | 6 - 3     |
| Finale | Sporting CP - Porto | 6 - 5     |